# Lichtingerstraße 11 (München)

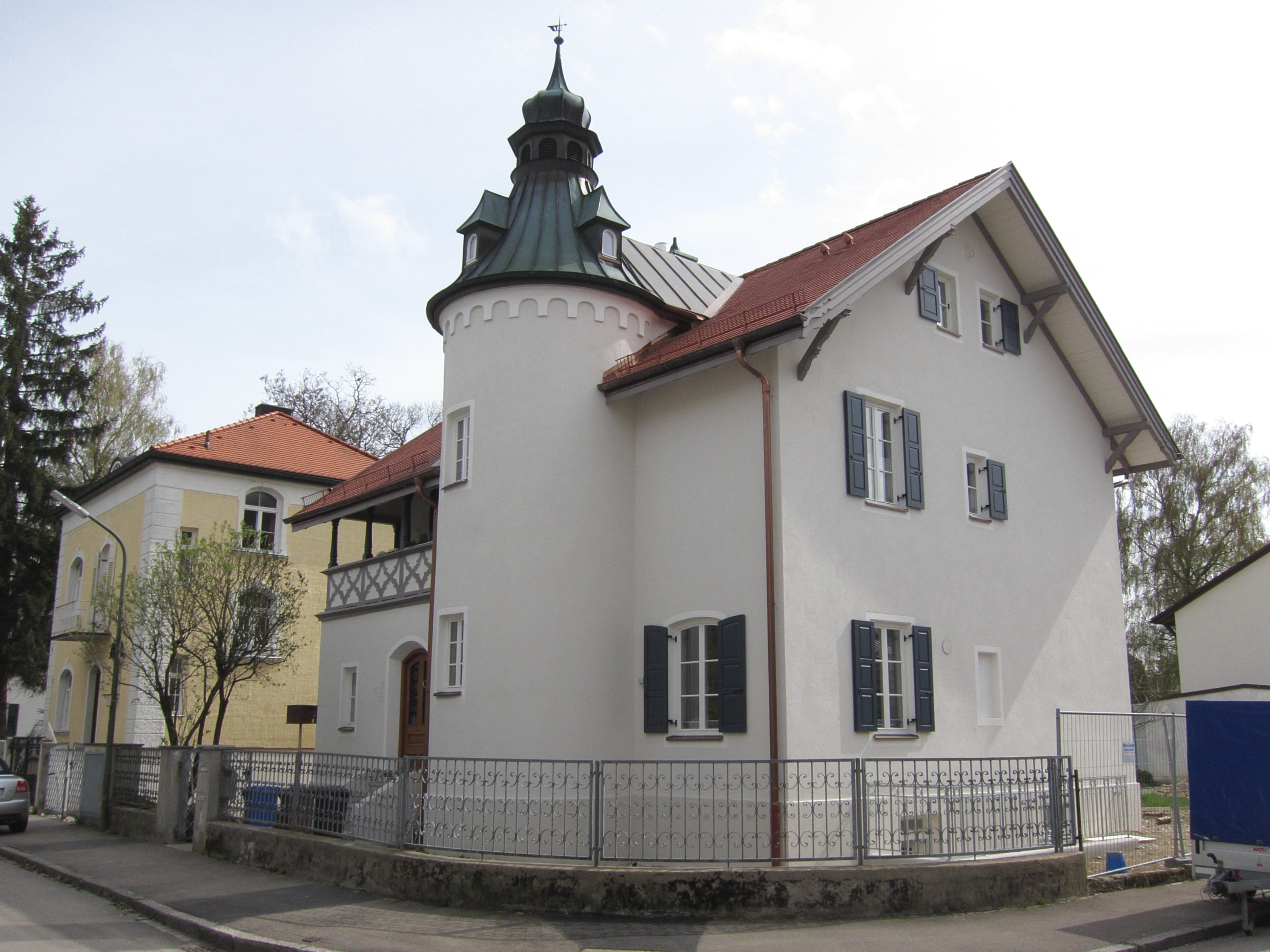
Haus Lichtingerstraße 11 im Stadtteil Pasing von München

Das Gebäude Lichtingerstraße 11 im Stadtteil Pasing der bayerischen Landeshauptstadt München wurde 1900 errichtet. Die kleine Villa an der Ecke zur Stapferstraße, die nach Plänen des Architekten Johann Schalk erbaut wurde, ist ein geschütztes Baudenkmal. Johann Schalk errichtete weitere Häuser in Pasing und Obermenzing: Dachstraße 35/37, Rubensstraße 7, Barystraße 3 und andere.
Der Bau in schlichtem Jugendstil, der zur Waldkolonie Pasing gehört, besitzt Fachwerkelemente und einen runden Treppenturm. 